# Oran (Misuri)
Oran es una ciudad ubicada en el condado de Scott en el estado estadounidense de Misuri. En el Censo de 2010 tenía una población de 1294 habitantes y una densidad poblacional de 461,33 personas por km².

## Geografía
Oran se encuentra ubicada en las coordenadas 37°5′8″N 89°39′12″O / 37.08556, -89.65333. Según la Oficina del Censo de los Estados Unidos, Oran tiene una superficie total de 2.8 km², de la cual 2.8 km² corresponden a tierra firme y (0%) 0 km² es agua.

## Demografía
Según el censo de 2010, había 1294 personas residiendo en Oran. La densidad de población era de 461,33 hab./km². De los 1294 habitantes, Oran estaba compuesto por el 97.68% blancos, el 1.55% eran afroamericanos, el 0% eran amerindios, el 0% eran asiáticos, el 0% eran isleños del Pacífico, el 0% eran de otras razas y el 0.77% pertenecían a dos o más razas. Del total de la población el 1.47% eran hispanos o latinos de cualquier raza.